# Ирина Антанасијевић
Ирина Антанасијевић (Северодоњецк, 27. јун 1965) руски је и српски филолог, књижевни критичар, преводилац. Доктор филолошких наука од 2002. и професор од 2004. године. Почасни доктор Тјумењског универзитета. Научна интересовања: фолклор и постфолклор, визуелна књижевност и визуелни текст, поетика стрипа, илустрација, књижевност за децу, историја руске емиграције.

## Биографија
Рођена у граду Северодоњецк, Луганска област, Украјинска ССР, СССР. По доласку у Југославију живела је у Сплиту, а од 1991. до 1999. у Приштини. Радила је као лектор, а затим асистент за руску књижевност на Филолошком факултету Универзитета у Приштини. Тезу „Пејзаж у руском и српском епском“ одбранила током бомбардовања Југославије, 1999. године.
Напустила Приштину након потписивања Кумановског споразума (јун 1999) и преселила се у Ниш. Радила је као професор руске књижевности на Филозофском факултету у Нишу, а наставила да ради на Филозофском факултету Универзитета у Приштини (са седиштем у Косовској Митровици). Године 2002. одбранила докторску тезу „Поетика тужбалице“. Иницијатор отварања Одељења за славистику са балканистиком на Филолошком факултету у Нишу (од 2002. године Одељење за руски језик и књижевност).
Професор руске књижевности на Филолошком факултету Универзитета у Београду. Члан Уређивачког Одбора часописа Градина до 2009. Члан Уређивачког Одбора часописа Facta universitatis до 2010. Члан Уређивачког Одбора часописа Славистика. Члан Уређивачког Одбора часописа Научный результат, Серия Социальные и гуманитарные исследования.

## Признања
- Звање Госпа од духа и хумора (Гашин сабор, 2018), додељују Центар за уметност стрипа Београд при Удружењу стрипских уметника Србије и Дечји културни центар Београд[2]
- Медаља Пушкина (Руска Федерација, 2021) – за велики допринос промоцији руског језика и руске културе у Србији[3][4].